# 永納山城
永納山城（えいのうさんじょう）は、伊予国桑村郡の永納山・医王山（現在の愛媛県西条市河原津・楠、今治市孫兵衛作（まごべえさく））
にあった日本の古代山城（分類は神籠石系山城）。城跡は国の史跡に指定されている。

## 概要
愛媛県中部、高縄半島の東付け根において燧灘含む瀬戸内海を望む、独立山塊の永納山（標高132.4メートル）・医王山（標高約130メートル）上に築城された古代山城である。文献に記載が見えない古代山城（いわゆる神籠石系山城）の1つで、現在一般的な山名を冠する城名は後世の命名による。1977年（昭和52年）に発見されたのち、現在までに数次の発掘調査が実施されている。
城は永納山・医王山の周囲に城壁を巡らすことによって構築される。城壁は基本的に土塁とし、城域内では鍛冶関連遺構が認められているが、その他の城門・水門・内部施設は詳らかでない。出土遺物としては、鍛冶関連遺物のほか土器片がある。
城跡域は2005年（平成17年）に国の史跡に指定された。現在は西条市により環境整備が進められている。

## 歴史

### 古代

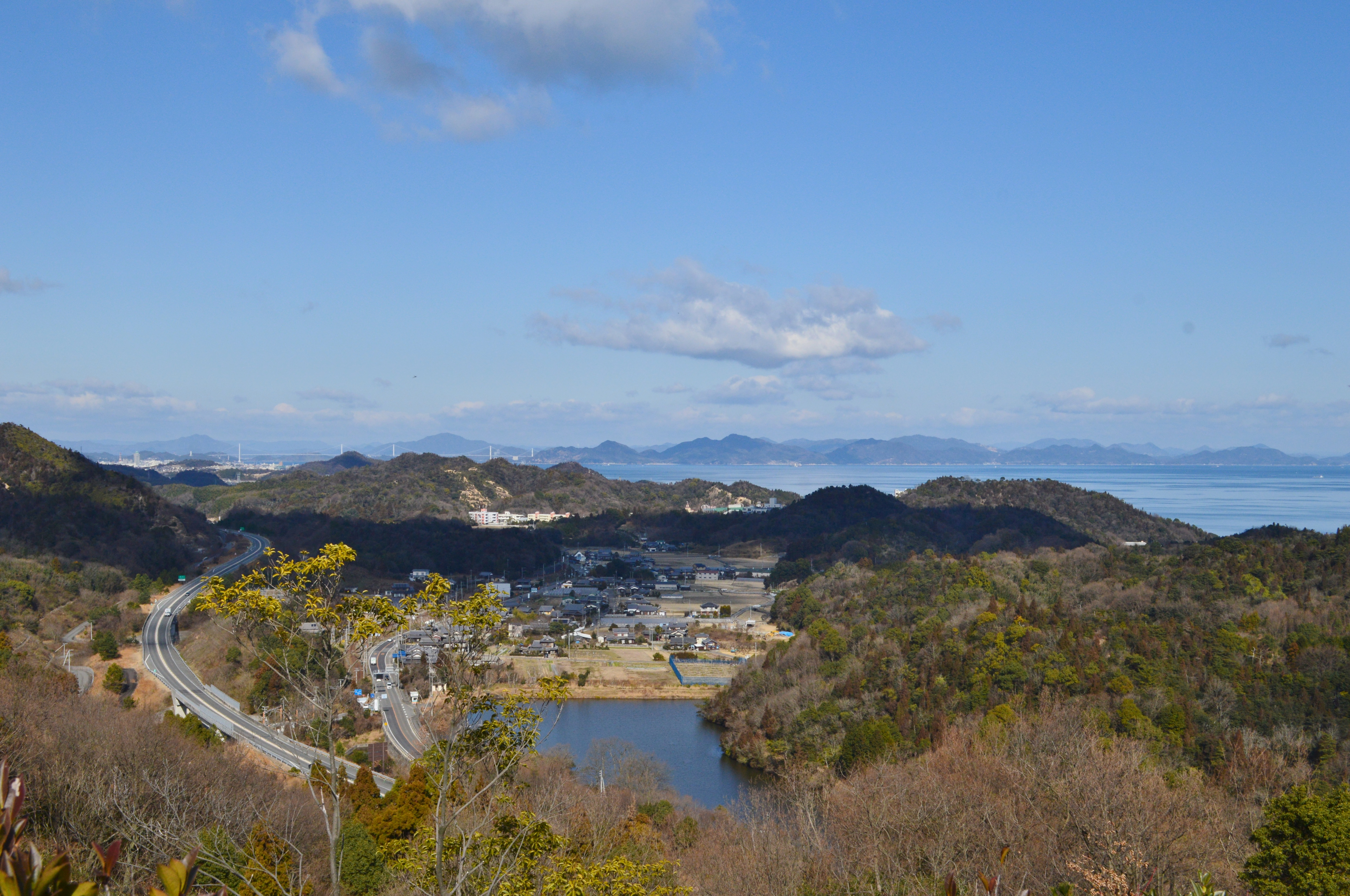
永納山山頂から来島海峡を望む

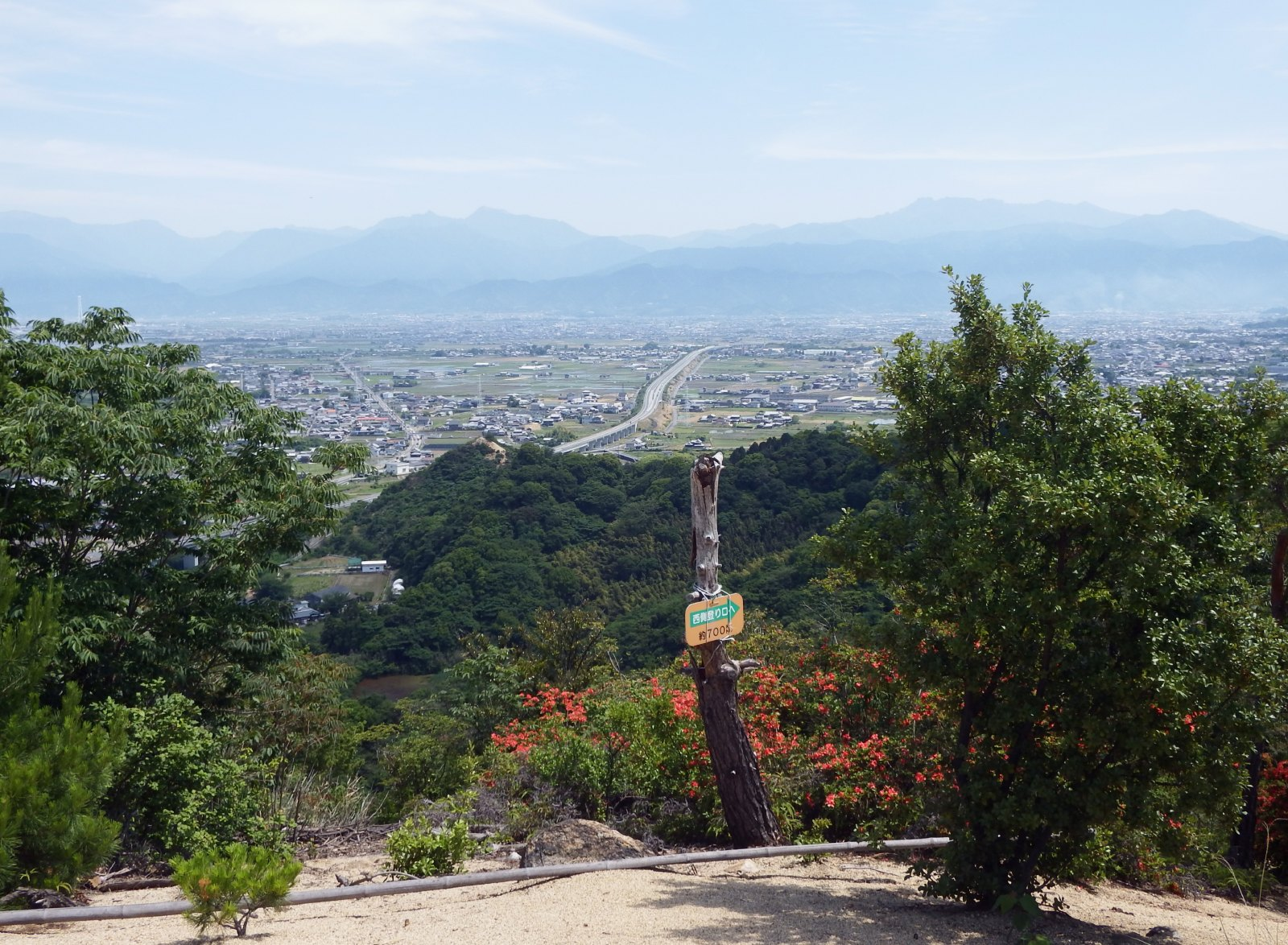
永納山山頂より石鎚山を望む

永納山城は文献上に記載のない城であるため、城名・築城時期・性格等は明らかでない。天智天皇2年（663年）の白村江の戦い頃の朝鮮半島での政治的緊張が高まった時期には、九州地方北部・瀬戸内地方・近畿地方において古代山城の築城が見られており、永納山城もその1つに比定される。発掘調査では8世紀初頭-前半頃の土器片が検出され、少なくともその頃までの存続が認められる。
城域は古代には桑村郡に属し（津宮郷または御井郷）、北方の今治平野は相の谷1号墳（伊予最大首長墓）・伊予国府推定地・伊予国分寺・伊予国分尼寺・越智駅が立地する政治的中心地で、南方の道前平野でも古代遺跡の分布が認められる。古代豪族としては今治平野では越智氏、道前平野では凡直氏などの存在が知られ、これら在地豪族が築城に関わった可能性を指摘する説もある。
なお四国地方の古代山城としては、永納山城のほかに讃岐国の屋嶋城（香川県高松市）や城山城（香川県坂出市・丸亀市）が知られる。

### 近代以降
近代以降については次の通り。
- 1961年（昭和36年）、一部の専門家による列石の認知[7][8]。
- 1977年（昭和52年）、旧東予市の遺跡分布調査で列石の発見（記録上正式の発見。現地火災が発見のきっかけという[9]）[7][8]。
- 1977-1978年（昭和52-53年）、第1-2次発掘調査（旧東予市教育委員会、1980年に報告書刊行）。
- 2002-2004年度（平成14-16年度）、史跡指定に向けた範囲確認発掘調査（旧東予市教育委員会のち西条市教育委員会、2005年に報告書刊行）[7][8]。
- 2005年（平成17年）7月14日、国の史跡に指定[3]。
- 2006-2011年度（平成18-23年度）、内部施設等の確認発掘調査（西条市教育委員会、2009年・2012年に報告書刊行）[8]。
- 2007年（平成19年）7月26日、史跡範囲の追加指定[3]。
- 2015年度（平成27年度）以降、保存に向けた環境整備・発掘調査（西条市教育委員会）[10][11][2]。
- 2016年度（平成28年度）、愛媛県西条市で第6回古代山城サミットの開催[12][8]。
- 2017年（平成29年）2月9日、史跡範囲の追加指定[3]。

## 遺構

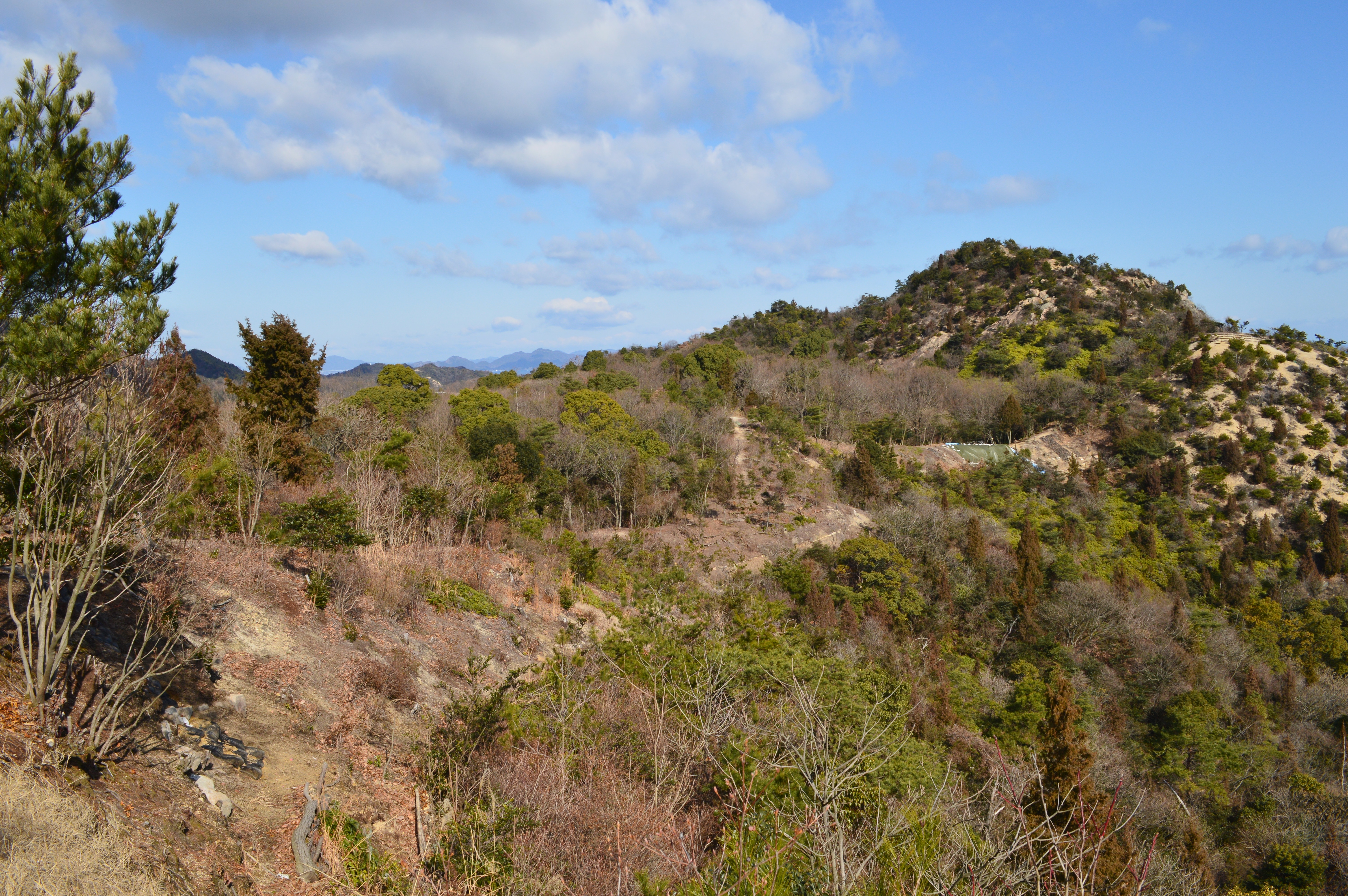
城壁線手前左（南東部頂上）から右奥（永納山山頂）へと城壁が続く。

城壁
城壁は全周約2.5キロメートルを測る。城域は東西約470メートル・南北約720メートルで、古代山城では一般的な大きさになる。城壁の構造は基本的には内托式の土塁によるが、西部頂上付近などでは石積み、南-東部では自然の露出岩盤とする。土塁は列石の上に版築によって構築される。列石の石材は花崗岩類（永納山中で採石か）で、各石は幅約0.3-1メートルを測る。また石積みは3箇所で確認され、最大規模は西部頂上付近のもので、幅約20.7メートル・最大高さ約1.8メートルを測る。石材は花崗岩類で、各石は幅0.4-1メートル。
鍛冶関連遺構
城域内で鍜冶鍛冶炉・炭置場・金床石などが認められる。古代山城での検出は鬼ノ城に続く2例目になる。時期を決める遺物が出土していないため、築城時の遺構か修城時の遺構かは明らかでない。
そのほかに谷部（城域北側の予讃線線路付近）で水門の存在が推定され、その水門推定地の横では推定城門遺構が認められているが、いずれも遺存状況が悪く詳らかでない。また鍛冶関連遺構以外の内部施設は認められていない。城域からの出土遺物としては、鍛冶関連遺物のほか、飛鳥時代・奈良時代を主とする土器片が検出されている。

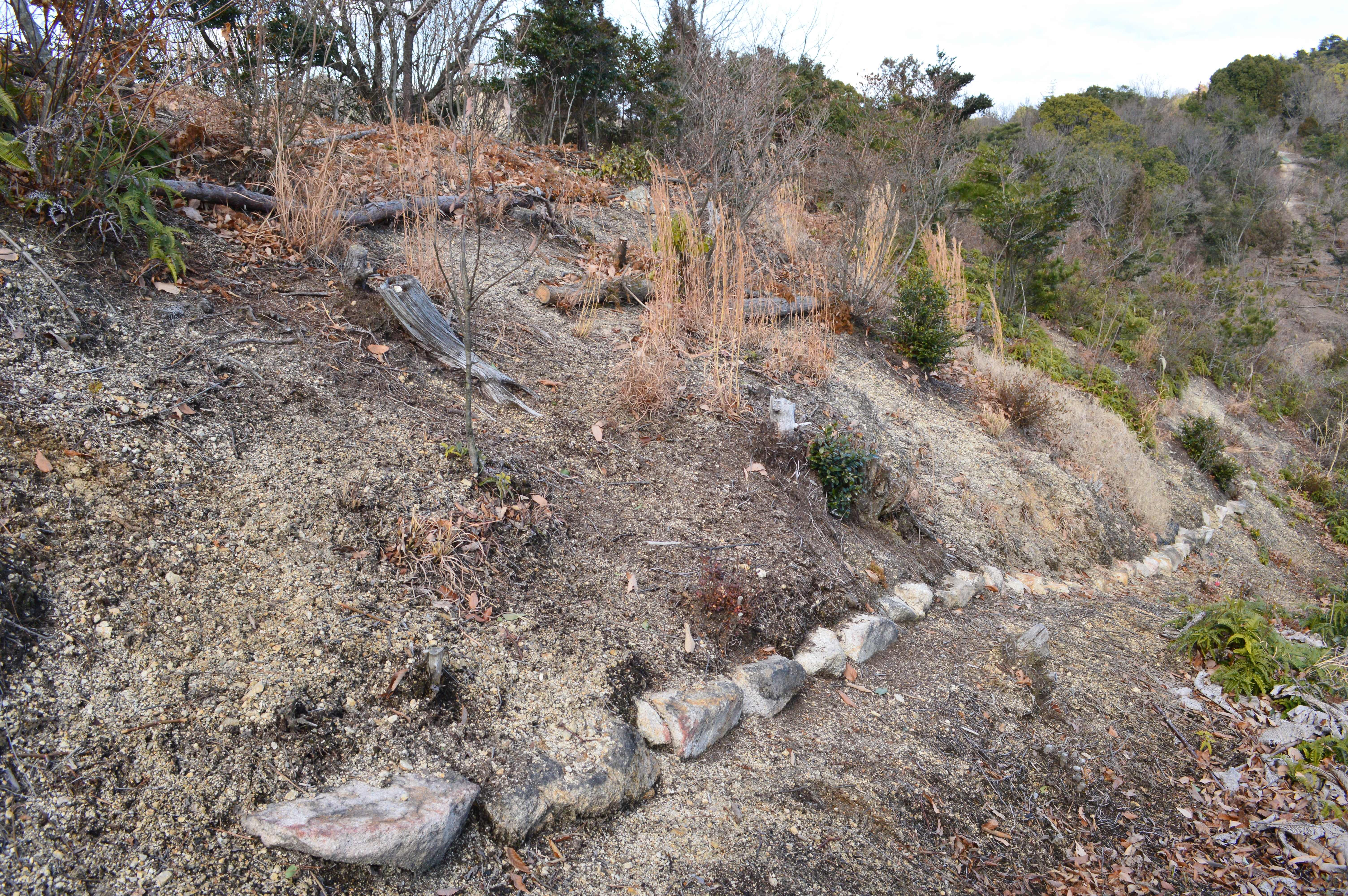
列石（南東部頂上付近）
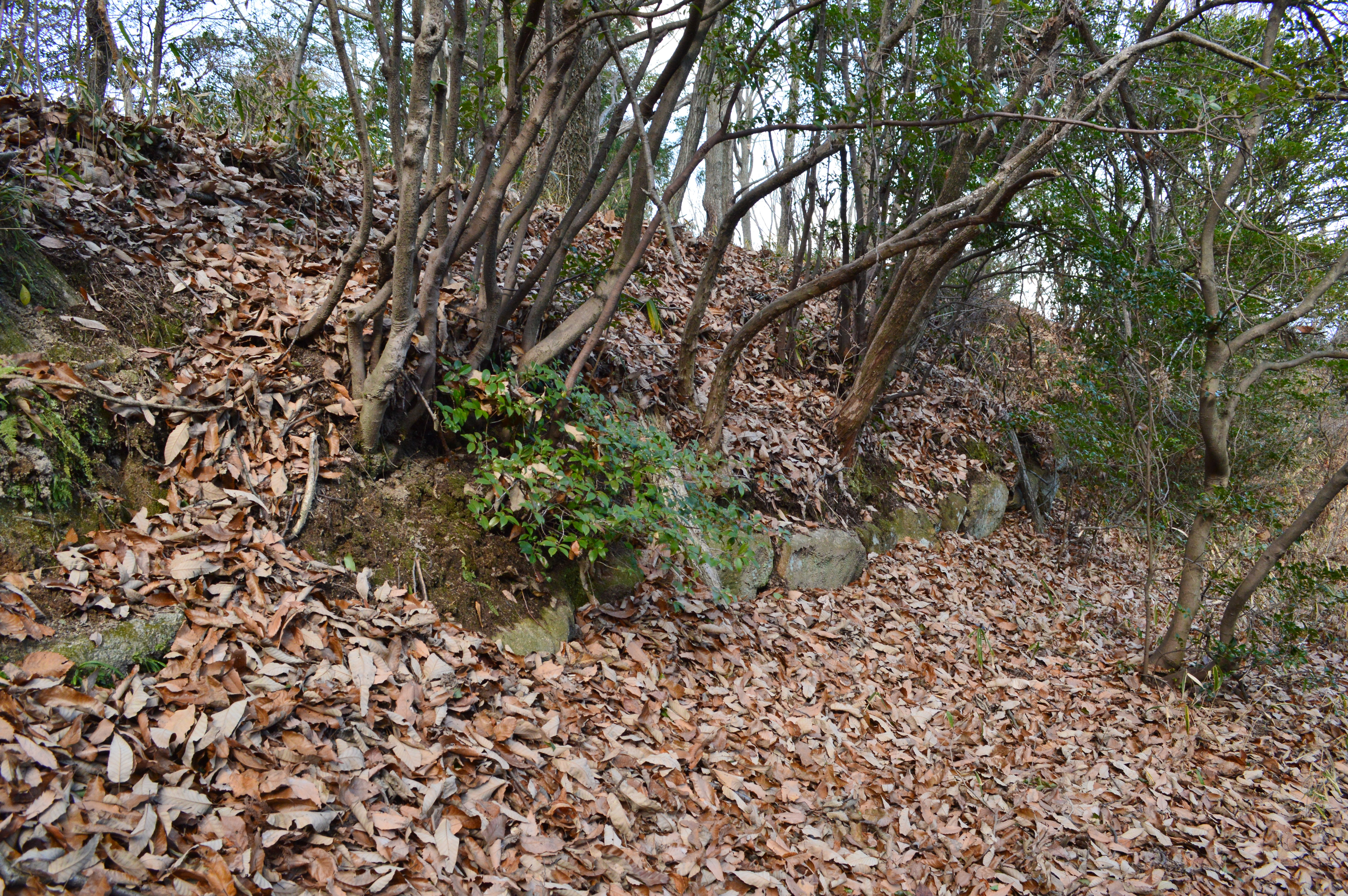
列石（山頂北方）
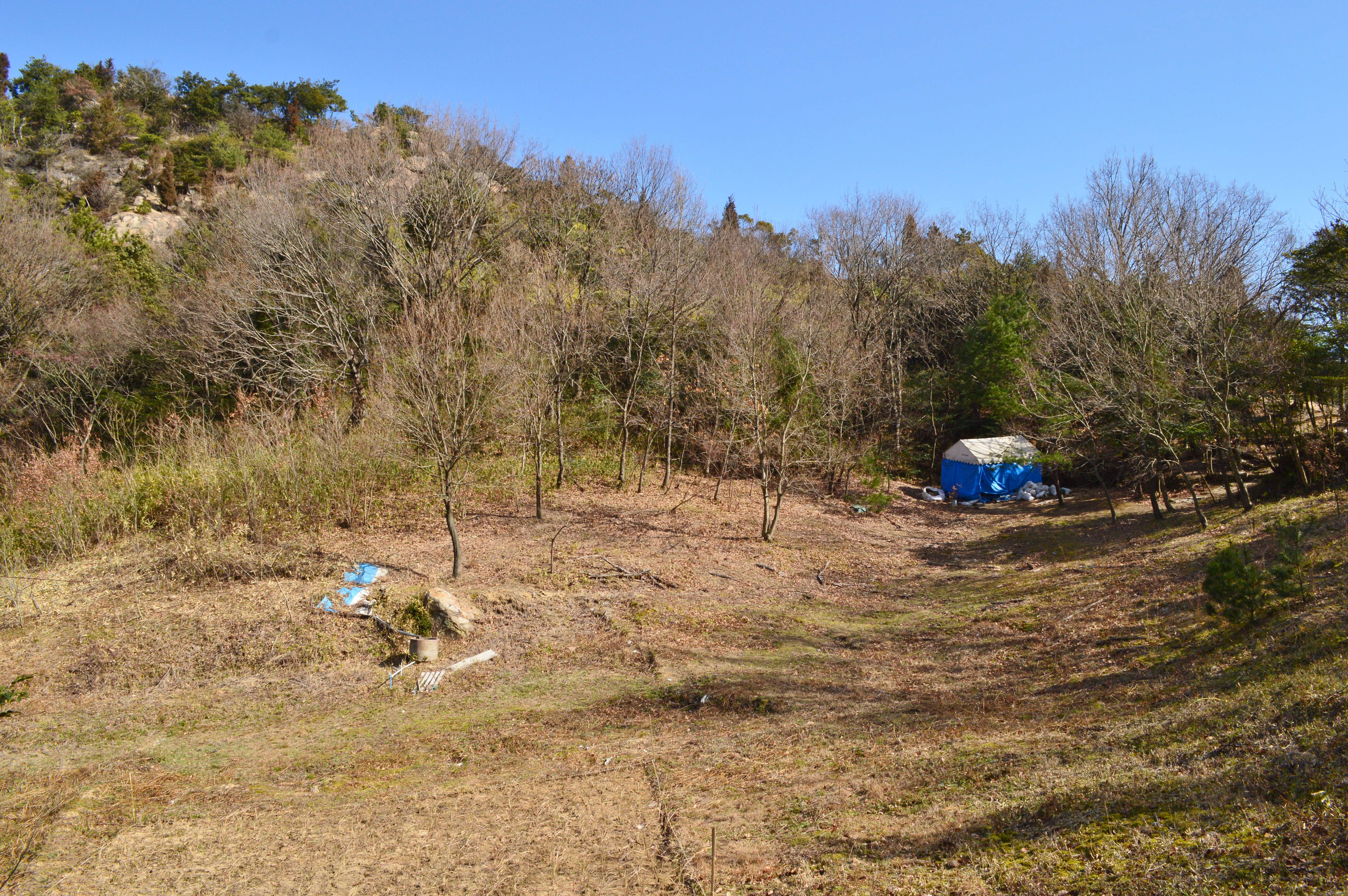
鍛冶関連遺構検出地

## 文化財

### 国の史跡
- 永納山城跡
2005年（平成17年）7月14日に国の史跡に指定[3]。
2007年（平成19年）7月26日・2017年（平成29年）2月9日に史跡範囲の追加指定（指定範囲面積は計406,427.54平方メートル[14]）[3]。

## 現地情報
所在地
- 愛媛県西条市河原津・楠、今治市孫兵衛作

交通アクセス
- 壬生川駅（四国旅客鉄道（JR四国）予讃線）から、せとうちバスで「世田薬師」バス停下車[9]

関連施設
- 西条市立東予郷土館（西条市周布） - 永納山城跡の出土品等を保管・展示。

## 関連文献
（記事執筆に使用していない関連文献）
- 『永納山城遺跡調査報告書』愛媛県東予市教育委員会、1980年。
- 『国指定史跡永納山城跡保存管理計画策定報告書』西条市教育委員会、2007年。
- 『史跡永納山城跡I -水門・城門・内部施設等確認調査報告書（平成18～20年度調査）-』西条市教育委員会〈西条市埋蔵文化財発掘調査報告書第2集〉、2009年。 - リンクは奈良文化財研究所「全国遺跡報告総覧」。
- 『史跡永納山城跡II -内部施設等確認調査報告書（平成21～23年度調査）-』西条市教育委員会〈西条市埋蔵文化財発掘調査報告書第3集〉、2012年。 - リンクは奈良文化財研究所「全国遺跡報告総覧」。
- 『史跡永納山城跡保存整備基本計画書』西条市教育委員会、2016年。
- 『史跡永納山城跡III -史跡整備に向けた発掘調査報告及び整備概要報告書3（平成27年度～平成29年度）-』西条市教育委員会〈西条市埋蔵文化財発掘調査報告書第4集〉、2018年。 - リンクは奈良文化財研究所「全国遺跡報告総覧」。
- 『史跡永納山城跡IV -史跡整備に伴う事前確認調査報告書（令和2年度調査）-』西条市教育委員会〈西条市埋蔵文化財発掘調査報告書第7集〉、2022年。 - リンクは奈良文化財研究所「全国遺跡報告総覧」。